# Harpaginae
Harpaginae este o subfamilie din familia păsărilor de pradă Accipitridae. Speciile sunt întâlnite în America Centrală și de Sud.
Subfamilia a fost introdusă (ca Harpageae) de naturalistul francez Charles Lucien Bonaparte în 1854, genul tip fiind Harpagus Vigors, 1824. Genurile Microspizias și Harpagus au fost plasate în trecut într-o subfamilie Milvinae, dar studiile filogenetice moleculare au arătat că o astfel de grupare este polifiletică⁠(d) pentru Buteoninae.
Subfamilia conține patru specii în două genuri:
- Microspizias
  - Microspizias superciliosus
  - Microspizias collaris
- Harpagus
  - Harpagus bidentatus
  - Harpagus diodon